# 肇敏 (練習艦)
肇敏(ちょうびん、旧仮名でてうびん、てょうびん)は日本海軍の練習艦。
艦名は「事を開き始めてすみやかに行う」という意味。
『詩経』に「肇敏戒公用賜爾祉」とあり、
これから艦名を採ったと思われる。

## 概要
カナダで建造された木造帆船で、
竣工年等は不明。
明治4年(1871年)に日本海軍が購入して春風丸(しゅんぷうまる)と命名、
運送船として使用された。
1873年(明治6年)に肇敏丸(ちょうびんまる)と改名、
西南戦争では輸送任務を行った。
1877年(明治10年)以降は練習船任務に就き、
1879年(明治12年)に肇敏(艦)と改名した。
1886年(明治19年)廃艦、船体は海兵団などで使用され
1896年(明治29年)11月に売却が認許された。

## 艦型
3檣バーク型の帆船。
要目表の値は主に公文書(『記録材料・海軍省報告書第一』 など)による。
その他の文献での要目は以下の通り。
- 『日本近世造船史 明治時代』:排水量885英トン[3]、またはトン数885トン、長さ137 ft (41.76 m)、幅29 ft (8.84 m)[4]
- 『日本海軍艦船名考』:排水量885英トン、長さ137尺(38.49m)、幅29尺(8.79m)[6]
- 『日本海軍史 第7巻』:排水量885トン、長さ42.8m、幅9.1m[17]

## 艦歴

### 明治4年
元ロシア(またはプロシア)帆船ユトラーで、
明治4年6月27日(1871年8月13日)にイギリス人(ヘーア)から購入し春風丸(しゅんぷうまる)と命名した。
『海軍省報告書』によると6月27日(1871年8月13日)に英国バルク船ユドラー号をベーア氏から購入し春風丸と改称した、とする。
7月9日(新暦8月24日)に暴風に襲われたが、春風丸に被害は無かった。
7月18日(新暦9月2日)石炭輸送の為に唐津への回航が命令された。
11月10日(新暦12月21日)再び唐津への回航命令が出され、
11月18日(新暦12月29日)出港した。

### 明治5年
明治5年1月25日(1872年3月4日)、春風丸に対し唐津から兵庫への石炭輸送と同時に、鹿児島からの火薬輸送も命ぜられた。

### 1873年
1873年(明治6年)2月2日、大坂丸、春風丸は軍務局所管から提督府所管となったが、
3月13日に軍務局に戻された。
1873年(明治6年)に御召小舟が宮内省から海軍省へ移管、船名は無かったが
明治天皇の意向で
5月2日春風丸と命名された。
そのために同日、運送船春風丸は肇敏丸に改名された。
10月2日に肇敏丸は暴風に遭い損傷、11月以降長崎製作所で修理を行った。
11月4日、肇敏丸は会計局の所轄となった。
翌1874年(明治7年)1月9日に修理は完了した。

### 1874年
1874年(明治7年)5月、修理の申し出が有り
5月31日肇敏丸は石川島へ曳航された。
当時の石川島は工事が輻輳しており、修理完了は9月以降になった。

### 1875年
1875年(明治8年)
2月3日、肇敏丸は練習船と定められ提督府所轄となった
10月28日、日本周辺を東部と西部に分け、東部指揮官は中牟田倉之助少将、西部指揮官は伊東祐麿少将が任命され、
日進、春日、浅間、第二丁卯、孟春、千代田形、肇敏丸、快風丸は西部指揮官所轄となった。

### 1876年-1877年
1876年(明治9年)
2月20日、練習船から輸送船と変更された。
熊本県下に陸軍省の物品を輸送することになり、
肇敏丸は10月24日熊本に到着した。
島原では熊本の鎮台で火事が起きたなどのデマがあり、肇敏丸は同地に回航した。
11月に鹿児島に回航したが、損傷箇所があり鹿児島造船所で修理を行った。
その帰路には坐礁した雲揚の大砲などを運搬することになった。
1877年(明治10年)1月17日午前に神戸港を出港し、
18日午後に那智勝浦に到着した。
2月3日、機器の搭載を終わり、雲揚乗員も便乗し午前8時30分に加田村(現紀北町長島加田)を出港、下田港を経由し、
2月13日午前11時50分に横浜港に到着した。
2月16日に横須賀ヘ回航、
同地で雲揚の機械類を揚陸した。
肇敏丸は同地で修理を行い、3月17日完成した。

### 西南戦争
1877年(明治10年)の西南戦争では輸送任務に従事した。
3月後半、肇敏丸は鹿児島造船所の地金などを輸送するために回航することになり、
4月15日横浜港を出港した。
なお『恩給叙勲年加算調査』では4月16日に出港(出地不明)としている。
肇敏丸は5月6日午前に長崎を出港、5月10日午後4時に鹿児島に投錨した。
肇敏丸は鹿児島を8月17日午前1時に出港、8月28日(または8月20日)午後8時に品海に到着した。
9月11日横須賀に回航、搭載物件を揚陸した。
ここでコレラの疑いのある乗員が出て、9月24日に肇敏丸は横浜港に回航、
10月14日改めて横須賀に入港した。

### 練習船
1877年(明治10年)9月25日に東海鎮守府所轄の運送船肇敏丸は練習船に指定された。
1878年(明治11年)1月17日、当分間兵学校所轄の練習船に指定され、
1月22日に東海鎮守府から海軍兵学校に引き渡され、
1月23日午後1時に横須賀を出港し
品海に回航、2月3日海軍省内堀に到着した。
修理
ただ練習船とするにはマストを3本とも交換するなどの大規模な修理が必要とされ、
修理着手から完成までは4カ月が見積もられた。
肇敏丸は3月19日から横須賀造船所で修理に着手、
また6月21日に修復艦と指定された。
なお4月11日、肇敏丸用の板葺き小屋2棟を陸上に建築することになり、
10月に端艇5隻を搭載することになった。

### 練習艦
1879年(明治12年)
中は修理を続けた。
7月4日(または7月7日)肇敏丸(造船所修復船)を肇敏(艦)と改称した。
1880年(明治13年)1月22日(または1月21日)五等艦に定められた。
9月17日に肇敏乗員は東海鎮守府所轄とされた。

### 航海練習艦
1882年(明治15年)2月24日、肇敏は東海鎮守府所轄の航海練習艦に指定された。
4月27日、艦位を四等に改められ、
定員116人(内練習水兵13人)とされた。
6月7日、練習艦時の定員は乗員124名、練習水兵約80名と変更された。
水兵募集航海
水兵募集のために、6月25日品海を出港、7月20日佐賀関に到着した。
佐賀関を9月11日出港、9月18日長崎港に入港した
10月3日から11月30日まで長崎工作分局で修理を行った。
12月19日長崎港を出港し、12月27日品海に帰着した
1883年(明治16年)
2月9日から6月20日まで横須賀造船所で修理。
9月22日に品川を出港し、午後館山湾に到着した。
9月26日同所発、28日清水着。
10月13日清水発、浦賀や品川などを航行し、11月13日館山湾に到着した。
11月18日館山湾発、同日浦賀に帰港した。

### 廃艦
「艦体が腐朽し軍艦の用に堪え難」くなり、
1886年(明治19年)3月15日に廃艦にされた
(除籍)。
その後、船体は浦賀屯営の付属とされた。
1889年(明治22年)5月13日には航海運用術練習艦筑波の付属、
1890年(明治23年)1月8日に武蔵の付属、同年8月27日に横須賀海兵団付属とされた。
1896年(明治29年)11月5日に旧肇敏売却の上申があり、
19日認許された。

## 艦長
春風丸船長
- 植田吉蔵:明治4年7月(1871年8月から9月)[85] -

肇敏丸船長
- 上田吉造:1873年10月時[31]
- (心得)上田吉蔵(雇):1876年3月15日[86] -

艦長
※『日本海軍史』第9巻の「将官履歴」及び『官報』に基づく。
- 伊月一郎 少佐：不詳 - 1884年1月21日
- 三浦功 少佐：1884年1月21日 - 12月16日
- 木藤貞良 少佐：1885年6月1日 - 1886年2月2日